# Йосип Рачич
Йосип Рачич (хорв. Josip Račić; *22 березня 1885, Хорваті, побл. Загреба — 20 червня 1908, Париж) — хорватський живописець і графік. Один з творців хорватської школи живопису XX століття.
Навчався у Мюнхені у школі Антона Ажбе і Художній академії (1905—1908). Автор портретів і жанрових композицій, що відрізняються невимушеною інтимністю образів, драматичною виразністю узагальненої манери і стриманою, розмитою, багатою тоновими переходами колірною гамою (автопортрет, «Дама в чорному», 1907, «Мати і дитина», 1908, — усі у Сучасній галереї, Загреб), а також малюнків вугіллям, олівцем, аквареллю.